# Dörte von Westernhagen
Dörte von Westernhagen (* 5. August 1943 in Perleberg) ist eine deutsche Journalistin und Autorin.

## Leben
Sie stammt aus dem eichsfeldischen Adelsgeschlecht von Westernhagen und ist die Tochter des SS-Obersturmbannführers Heinz von Westernhagen (1911–1945). Dörte von Westernhagen wurde mit einer Arbeit zur Rechts- und Sozialgeschichte des 19. Jahrhunderts zum Dr. iur. promoviert und war Mitarbeiterin in der Hamburger Arbeitsgruppe zur Reform der Juristenausbildung. 
1974 bis 1979 arbeitete sie im Öffentlichen Dienst des Landes Niedersachsen. 
Von 1980 bis 2005 war sie als freie Journalistin und Autorin tätig. 1987 erschien ihr Buch Die Kinder der Täter. Das Dritte Reich und die Generation danach, 
für das sie 1993 den Sonderpreis zum Erich-Maria-Remarque-Friedenspreis der Stadt Osnabrück erhielt. 1997 veröffentlichte sie den Roman Und also lieb' ich mein Verderben, die Chronik einer unerlaubten Liebe und eines politischen Mords in Hannover Ende des 17. Jahrhunderts. Der Rechtshistoriker Michael Stolleis urteilte in seiner Rezension im Rechtshistorischen Journal, der „handfest recherchierte und mit viel Sprachwitz auf mehreren Ebenen erzählte historische Roman“ schildere auf der Höhe des historischen Forschungsstandes die gewaltsame Unterbindung der Beziehung zwischen Kurfürstin Sophie Dorothea und Philipp Christoph Graf von Königsmarck als „Exempel“ der Staatsräson: „Der Charme dieses Staatsromans liegt in der genauen Kenntnis der Sachen, in der Beherrschung der verschiedenen Idiome des barocken Deutsch, des Platt, des Französischen und einiger Brocken Lateins, im Spiel der hannoverschen Staatsmaschine, im Detail von Hof, Militär und Diplomatie.“ In ihrem 2012 erschienenen Buch „Von der Herrschaft zu Gefolgschaft. Die von Westernhagens im Dritten Reich“ liefert Dörte von Westernhagen anhand von neun Lebensläufen die eindrucksvolle Schilderung einer Familiengeschichte, die zeigt, was der Adel dazu beitrug, dass es vom Kaiser zum „Führer“ kam. Der zehnte Lebenslauf zeichnet, um zu verdeutlichen, dass anderes Handeln möglich war, das Schicksal eines Westernhagens (ohne von) nach, der dem Arbeiterwiderstand angehörte.

## Buchveröffentlichungen
- Die Kinder der Täter. Das Dritte Reich und die Generation danach. 1987, ISBN 3-466-34180-9.
- Tanz auf der Planstelle. 1992, ISBN 3-89151-126-4.
- Und also lieb' ich mein Verderben. Wallstein Verlag, Göttingen 1997, ISBN 3-89244-246-0.
- Von der Herrschaft zur Gefolgschaft. Die von Westernhagens im Dritten Reich. V & R Unipress, Göttingen 2012, ISBN 978-3-89971-969-7.